# Višňové (Tschechien)
Višňové (deutsch Wischenau) ist eine Minderstadt in Tschechien. Sie liegt 14 Kilometer südwestlich von Moravský Krumlov und gehört zum Okres Znojmo.

## Geographie

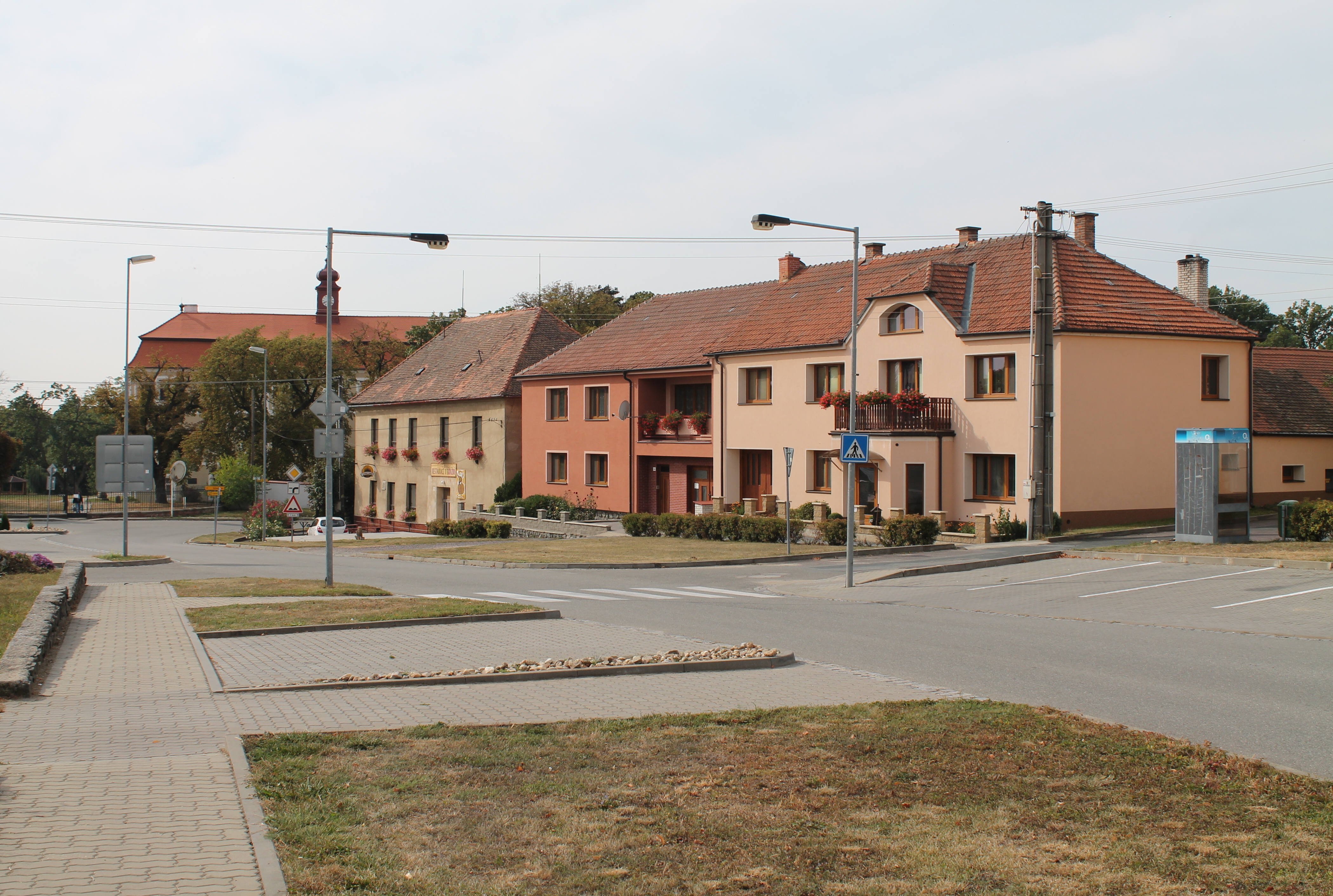
Dorfplatz

Višňové befindet sich am südöstlichen Abfall der Jevišovická pahorkatina (Jaispitzer Hügelland) im Tal des Baches Višňovský potok. Östlich liegt das Tal der Skalička mit dem Teich Jezírka; gegen Westen das der Křepička, die zweieinhalb Kilometer südwestlich von Višňové im Stausee Horní Dunajovice gestaut wird. Im Norden erhebt sich die Stará hora (Alter Berg bzw. Altes Weingebirg, 376 m n.m.), südlich die Nová hora (Neues Weingebirg, 306 m. n.m.) und der Šibeniční kopec (287 m n.m.). Durch den Ort verläuft die Staatsstraße II/400 zwischen Miroslav und Rozkoš.
Nachbarorte sind Medlice und Horní Kounice im Norden, Pustý Zámek, Karolín, Čermákovice, Tulešice und Džbánice im Nordosten, Trstěnice im Osten, Skalice und Morašice im Südosten, Želetice und Horní Dunajovice im Süden, Koráb, Výrovice, Němčičky, Mikulovice und Vevčice im Südwesten, Mlýnek, Černín, Stupešice und Křepice im Westen sowie Běhařovice und Dobronice im Nordwesten.

## Geschichte
Archäologische Funde belegen eine frühzeitliche Besiedlung der Gegend. Die frühzeitliche Burgstätte Křepice gehört neben den Anlagen Pustý zámek und Kadov zu den ältesten Südmähren. Nachdem der Bauer Antonín Kudrna auf seinem Feld am Osthang des ansonsten bewaldeten Sporns beim Pflügen etliche Gegenstände und Scherben zu Tage gefördert hatte, verständigte er den Hobbyarchäologen Jaroslav Palliardi, der den Sporn zusammen mit dem Boskovštejner Schuldirektor František Vildomec untersuchen ließ. Im Zuge der Ausgrabungen wurden Gefäße und Scherben sowie eine Jadeaxt aus der Jungsteinzeit, Hockergräber aus der Bronzezeit, Keramik und Nadeln der Urnenfelderkultur sowie eine bronzene Fibel aus der Römerzeit.
Die erste urkundliche Erwähnung von Višňové erfolgte im Jahre 1234 als Sitz von Jan und Matouš von Višňové. Zwischen 1255 und 1258 gehörte Jan von Višňové (Johann von Wischenau) zusammen mit seinem Bruder Prawek zum Gefolge des mährischen Markgrafen Ottokar II. Přemysl, beide zeichneten auf etlichen Urkunden des Markgrafen als Zeugen. Die erste Erwähnung einer Pfarrkirche stammt von 1255. Am Übergang vom 13. zum 14. Jahrhundert erfolgte der Bau der heutigen Kirche. Um 1340 erwarb Artleb von Želchowic einen großen Teil von Višňové, er trat diesen 1348 seinem Bruder Johann ab. Ein Drittel des Dorfes mit dem Pfarrpatronat, Wiesen und Weingärten gehörte dem Olmützer Domdechanten Veit, der den Besitz 1350 an Alex von Fulstein und Johann von Selowitz verschenkte. Letzterer überließ diesen Anteil zusammen mit einem Hof 1352 an Černín von Popowitz. 1415 wurde ein Bohunek von Wischenau erwähnt. Im Jahre 1434 ist Sigmund Beranek von Wischenau als Besitzer nachweislich. 1435 erwarben die Herren von Petrovec das Gut, sie legten sich das Prädikat Wyschnowsky von Petrowic (Višňovští z Petrovce) zu. 1466 besaß Zych von Petrowic das Gut, er hinterließ es 1480 seinen Kindern Johann und Elsbeth. Nachfolgender Besitzer war Johann von Leipa auf Moravský Krumlov, der das Gut Wischenau mit der Feste, dem Dorf und dem Markt Wischenau sowie dem wüsten Dorf Gehřic 1529 an Jodok Wyšnowsky von Petrowec überschrieb. Dabei wurde Wischenau erstmals als Markt erwähnt. Zugleich ließ Johann von Pernstein das Pfarrpatronat mit dem Pfarrhof und zwei Insassen an Heinrich Březnický von Náchod übertragen. Dieser trat die Pfarrei und den Hof 1541 gegen Zinsungen in umliegenden Dörfern an Jodok Wyšnowsky ab. 1560 erbte Heinrich Wyšnowsky von Petrowec das Gut, ihm folgten seine Kinder Sigmund Jodok und Barbara. Sigmund Jodok Wyšnowsky von Petrowec verkaufte seine Hälfte von Wischenau 1580 an Johann Zahradecky von Zahradek, der wenig später von den Lev von Rosental noch das Gut Stignitz mit der Feste und dem Hof Stignitz samt Weinbergen und Zubehör sowie den wüsten Dörfern Lišanowice und Střelice kaufte. Barbara Wyšnowska von Petrowec verkaufte 1589 ihre Hälfte an der Feste, dem Hof, dem Städtchen und dem Dorf Wischenau mit einem Weinberg sowie einem Anteil von Medlitz an Wolf Koňaš von Wydří. Im Jahre 1596 ließen Jan Zahrádecký von Zahrádka auf Wischenau und Stignitz und seine Frau Barbora Višňovská von Petrovec die Kirche erneuern. Ab 1609 gehörte die Herrschaft Wischenau dem mährischen Unterkämmerer Heinrich Zahradecky von Zahradek. Sein Nachfolger Karl Zahradecky von Zahradek verkaufte die Herrschaft im Jahre 1629 für 54.000 Mährische Gulden an Alexander Elbogner von Unterschönfeld. Zu dieser Zeit gehörten zur Herrschaft die Feste, das Dorf und das Städtchen Wischenau mit einem Hof, einer Schäferei, einer Brennerei, einer Mühle und den wüsten Dörfern Unter Gyřic, Ober Gyřic und Gutwasser; der Anteil von Stignitz mit einer Feste, Hof, Brau- und Malzhaus, Schäferei, Mühle, dem wüsten Dorf Střelice und einem Anteil am wüsten Dorf Lešanowice; die Feste Spanitz einschließlich eines Anteils am gleichnamigen Dorf, sowie das Dorf Medlice mit einem Hof und Zubehör. Ludwig Elbogner war seit 1648 stark verschuldet. Da sich seine Gläubiger nicht über ihre Anteile einigen konnten, musste der Streit 1662 gerichtlich beigelegt werden. Der Hauptgläubiger Peter von Morand trat seine Forderung in Höhe von 95.190 Gulden im Jahre 1667 an Johann Gabriel von Selb ab. Nachfolgende Besitzer waren dessen Sohn Johann Franz Anton von Selb, danach dessen Witwe Johanna Sophia Gräfin Althann. Nach einer Erbteilung erhielt 1727 deren ältester Sohn Johann Karl von Selb die Herrschaft Wischenau, am 1. Juli 1729 verkaufte er es für 277.500 Rheinische Gulden seinem jüngeren Bruder Johann Anton. Nach dessen Tod fiel Wischenau den vier Töchtern Johanna von Stahrenberg, Karolina von Buol-Wischenau, Wilhelmina und Friederika sowie seiner Witwe Ernestina zu. Verwaltet wurde die Herrschaft seit 1754 von Karolinas Ehemann Johann Paul von Buol-Wischenau. Wegen Überschuldung wurde die Herrschaft am 19. April 1765 öffentlich versteigert und ging dabei für 299.931 Rheinische Gulden an Johann Paul von Buol-Wischenau. 1772 vererbte er die Herrschaft seinen zehn Kindern. Im Jahre 1775 bildete Wischenau das Zentrum des südmährischen Bauernaufstandes. Am 4. September 1793 wurde Rudolph Graf Taaffe wegen einer darauf haftenden Forderung von 3000 Gulden ein Zehntel der Herrschaft gerichtlich zugesprochen. Die übrigen neun Zehntel der Herrschaft Wischenau kaufte er am 24. September 1793 für 251.190 Gulden und 30 Dukaten von den Geschwistern Maria Anna Bartonides von Tyran, Josepha, Regina, Konrad, Joseph, Georg Anton und Franz von Buol-Wischenau. Im Jahre 1824 zerstörte ein Großfeuer 26 Häuser, 16 Wirtschaftsgebäude und die Kirche; in der folgenden Dekade bis 1833 brachen weitere 22 teils größere Brände in Wischenau aus. Beim Ausbruch der Brechruhr starben 1832 in Wischenau innerhalb von neun Tagen 27 Personen.
1830 erbte Rudolfs Sohn Ludwig Graf Taaffe die Herrschaft. 1836 verkaufte er sie für 375.000 Gulden an Kaspar Philipp Spiegel zum Diesenberg-Hanxleden, der Wischenau am 12. März 1837 testamentarisch seinem minderjährigen Sohn Ferdinand vererbte. Nach Kaspar Philipps letztem Willen sollte die Herrschaft zum Fideikommiss für Ferdinand mit Substitution für dessen jüngeren Bruder Christoph und dessen männliche Nachkommen erhoben werden. Die Spiegel besaßen das Gut bis 1945.
Im Jahre 1834 umfasste die Allodialherrschaft Wischenau eine Fläche von 7025 Joch und 1588 Quadratklafter. Zu ihr gehörten der Markt Wischenau sowie die Dörfer Medlitz, Stignitz und Zbanitz. Auf dem Gebiet lebten 1606 mährischsprachige und katholische Personen, deren Erwerbsquelle die Landwirtschaft war. Der großflächige Weinbau war zu dieser Zeit infolge von anhaltenden Missernten stark zurückgegangen, ein Großteil der Weinberge war zu Ackerland geworden. Sowohl die Herrschaft als auch die Untertanen betrieben Obstbaumzucht. Die herrschaftlichen Wälder wurden in zwei Forstrevieren, dem Wischenauer und dem Stignitzer, bewirtschaftet. Von der Herrschaft wurden vier Meierhöfe in Wischenau, Medlitz, Zbanitz und Stignitz bewirtschaftet.
Der Markt Wischenau bzw. Wišnowý bestand aus 115 Häusern mit 618 Einwohnern. Im Ort gab es ein herrschaftliches Schloss mit englischem Garten, die Filialkirche Johannes des Täufers, eine unter der Patronat der Gemeinde stehende Schule, einen obrigkeitlichen Meierhof sowie ein gemeindliches Gast- und Einkehrhaus. Pfarrort war Stignitz. Bis zur Mitte des 19. Jahrhunderts war Wischenau der Amtsort der gleichnamigen Allodialherrschaft.
Nach der Aufhebung der Patrimonialherrschaften bildete Višňová / Wischenau ab 1849 eine Marktgemeinde im Gerichtsbezirk Kromau. 1868 wurde die Gemeinde Teil des Bezirkes Kromau. Im Jahre 1924 wurde der tschechische Ortsname in Višňové geändert. Im Zuge der Aufhebung des Okres Moravský Krumlov wurde Višňové 1961 dem Okres Znojmo zugeordnet. Am 23. Januar 2007 wurde der Status von Višňové als Městys erneuert.
Der Weinbau beschränkt sich heute auf drei Weingärten an der Nová hora südlich des Städtchens.

## Gemeindegliederung
Für die Minderstadt Višňové sind keine Ortsteile ausgewiesen. Zu Višňové gehört die Einschicht Mlýnek.

## Söhne und Töchter der Gemeinde
- Johann Joseph Frei- und Panierherr von Buol-Wischenau (1756–1825), Olmützer Domherr und Propst von St. Mauritz, Buchautor

## Sehenswürdigkeiten

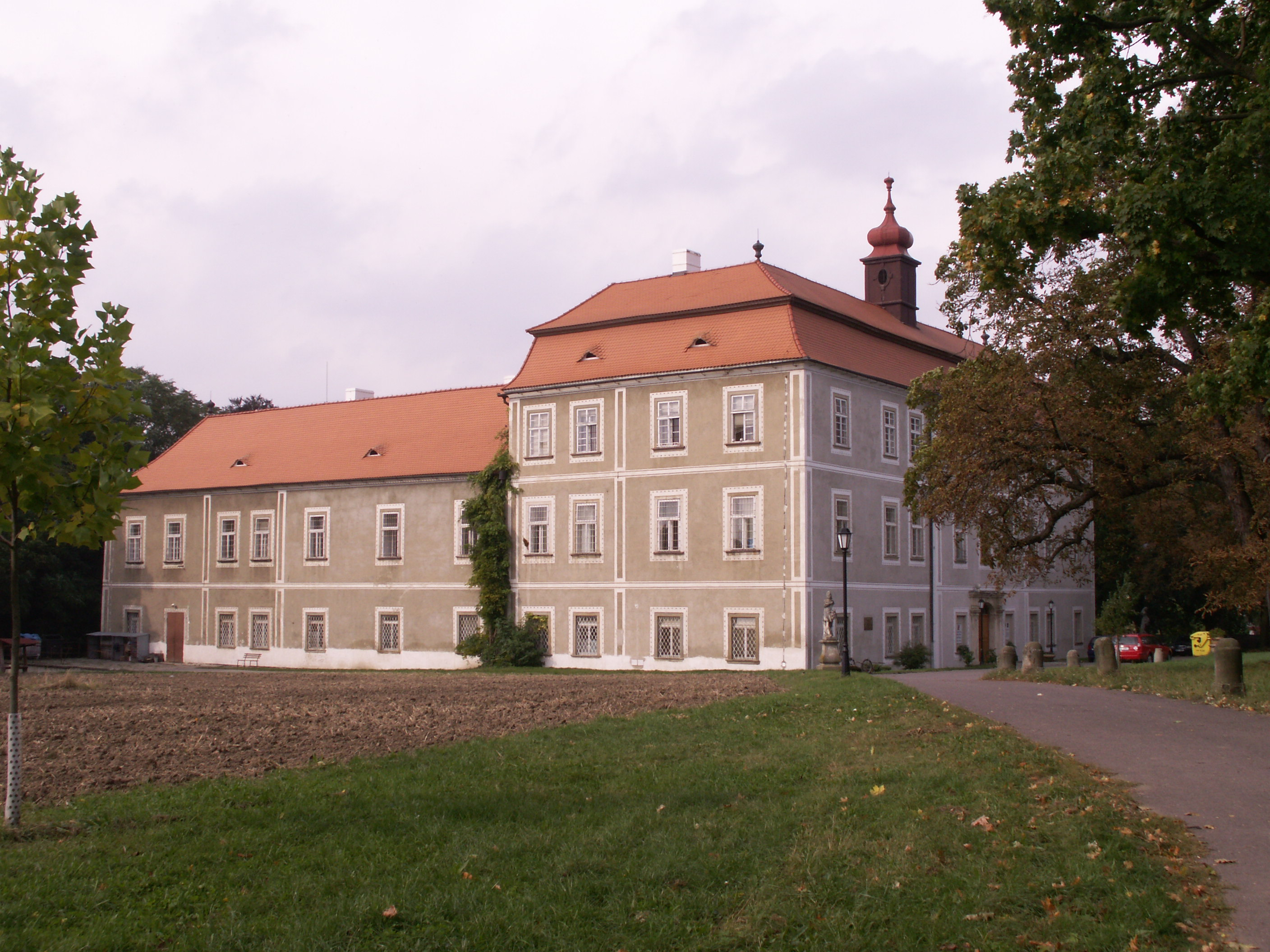
Schloss Višnové

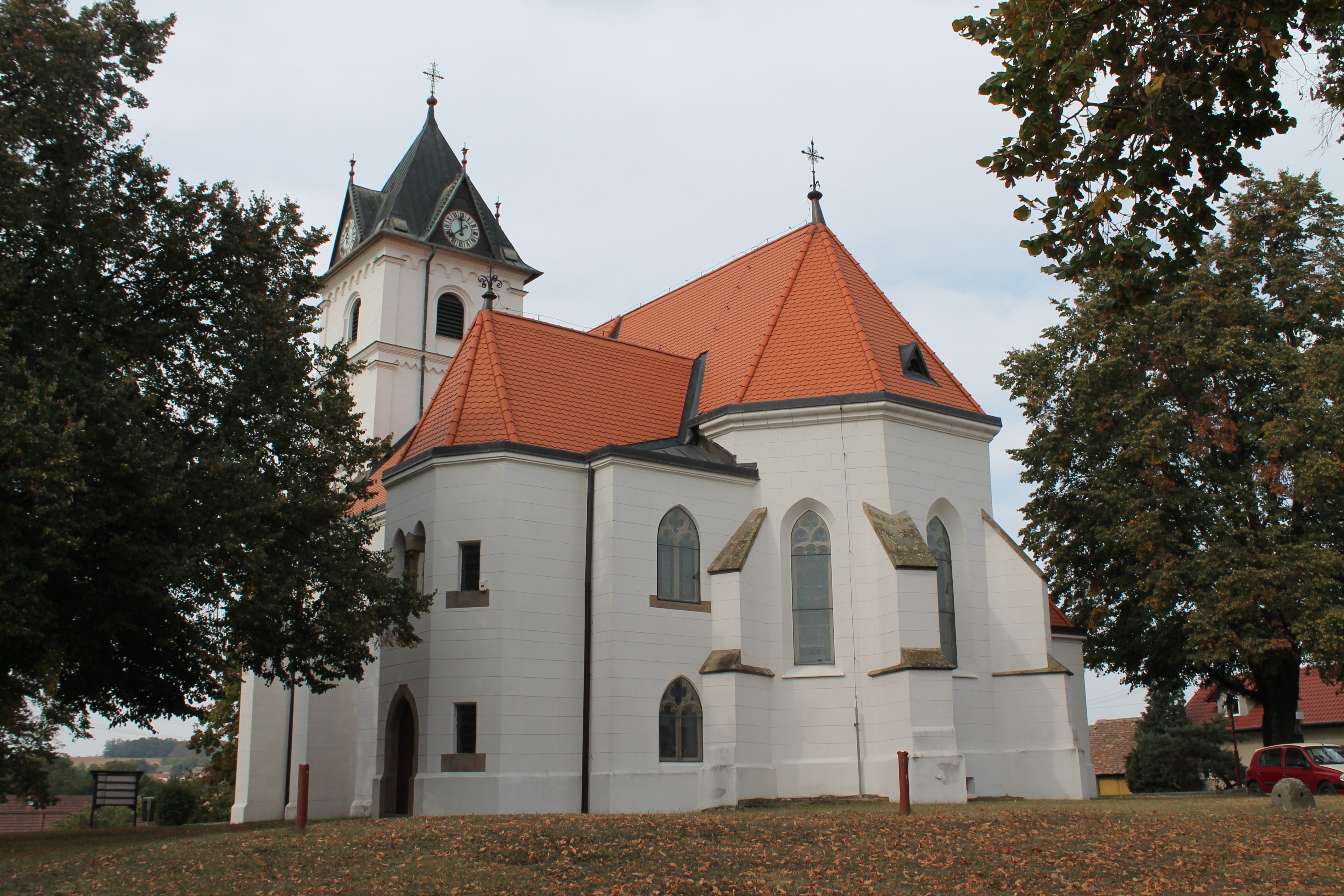
Kirche Johannes des Täufers

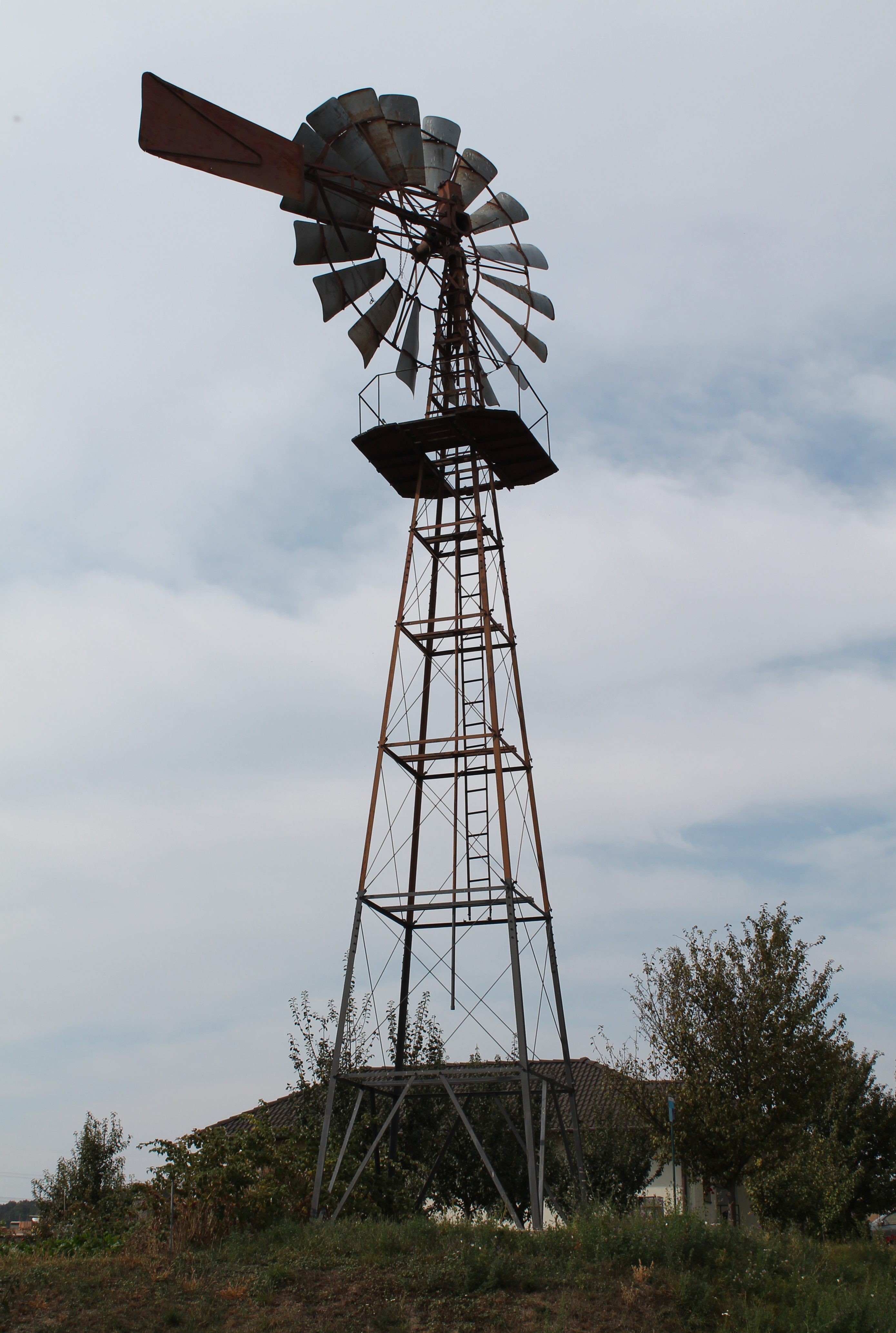
Windrad

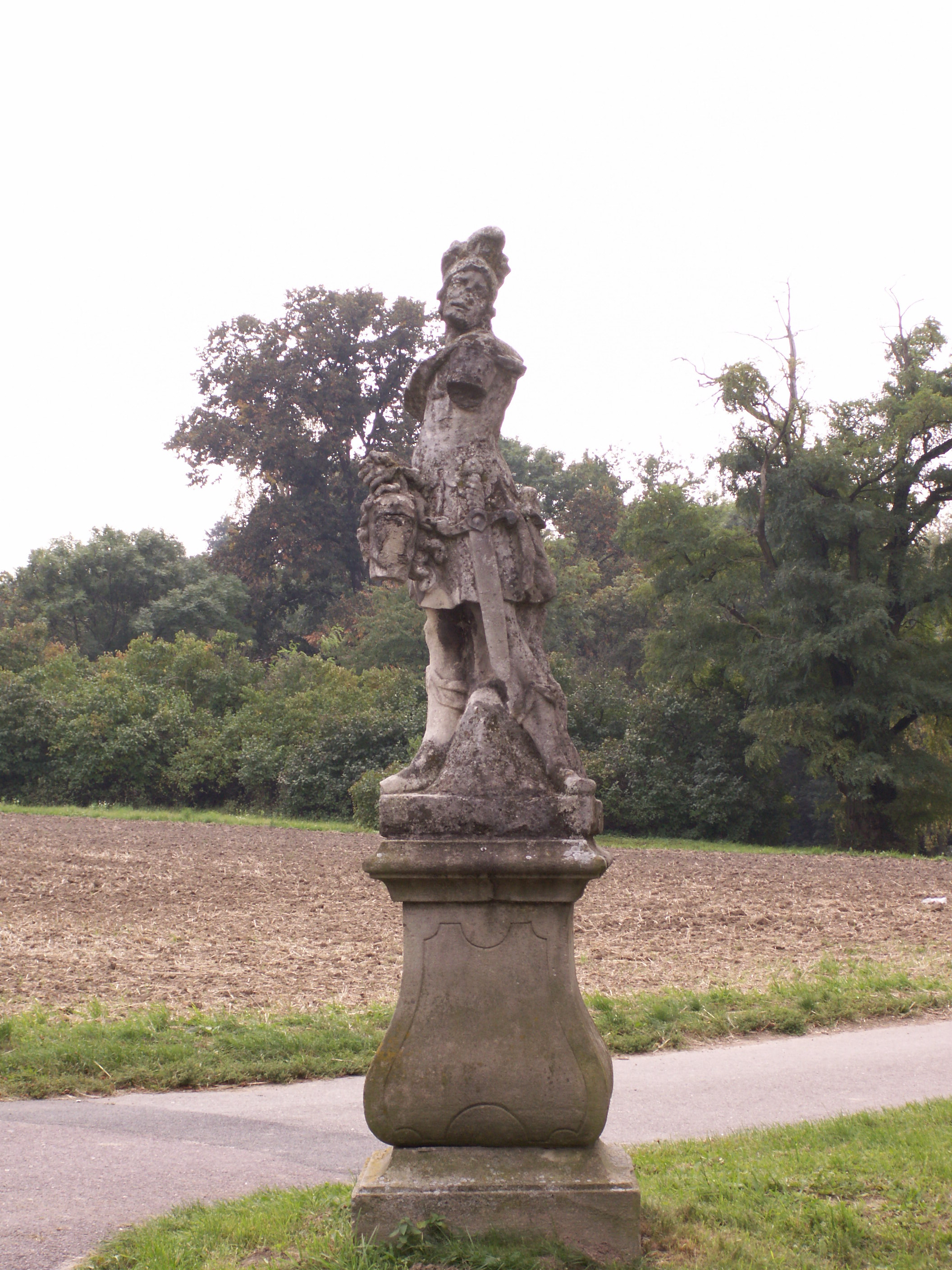
Barocke Perseus-Statue im Schlosspark

- Schloss Višňové, in der Mitte des 16. Jahrhunderts erfolgte der Umbau der mittelalterlichen Feste zu einem Renaissanceschloss, das 1779 eine barocke Neugestaltung erfuhr. Im Jahre 1836 wurde die spätbarocke Anlage im Empirestil umgestaltet. In der Mitte des 19. Jahrhunderts wurde um das Schloss ein englischer Landschaftsgarten mit seltenen Gehölzen und Statuen von Göttern der Antike angelegt. Im Korridor und Treppenhaus des Schlosses befinden sich drei Renaissancegrabsteine, die wahrscheinlich aus der Kirche stammen. Nach dem Zweiten Weltkrieg wurde Maria Ferdinand Spiegel-Diesenberg enteignet und das Schloss als Kinderheim genutzt. Heute ist im Schloss eine Bildungseinrichtung für Jungen untergebracht.[4]
- Kirche Johannes des Täufers, sie wurde am Übergang vom 13. zum 14. Jahrhundert errichtet und bereits 1255 als Pfarrkirche erwähnt. Die Pfarrei erlosch in der zweiten Hälfte des 16. Jahrhunderts. Im Jahre 1596 ließen Jan Zahrádecký von Zahrádka auf Višňové und Trstěnice und seine Frau Barbora Višňovská von Petrovec die Kirche erneuern. Daran erinnert eine Inschrift über dem Renaissanceportal „Léta páně 1596 wizdwižen a obnowen gest tento chrám Páně ke cti a chvále Boží nákladem urozeného a stateczného ritirze Jana Zahradezkého ze zahrádek na Wissnowem a Trstěnicích a urozené paní Barbori Wischnowské z Petrowcze manželky geho.“ Nach dem Brand von 1824 erhielt die Kirche einen neuen Dachstuhl und Turm. Ihre heutige Gestalt erhielt sie zwischen 1894 und 1901. Unterhalb des Chors befinden sich acht Renaissancegrabsteine von Besitzern der Herrschaft aus dem 16. und 17. Jahrhundert. Außerdem befindet sich in der Kirche eine Familiengruft der Grafen Taaffe.
- Statue des hl. Florian, geschaffen in der ersten Hälfte des 18. Jahrhunderts
- Statue des hl. Wenzel mit Gedenkstein für die Gefallenen beider Weltkriege
- Statue des hl. Johannes von Nepomuk, auf der Brücke über den Višňovský potok, geschaffen in der Mitte des 18. Jahrhunderts
- Windrad, errichtet 1910 auf Initiative von Ferdinand Spiegel-Diesenberg durch die Wiener Niederlassung der Deutschen Windturbinen Werke Rudolph Brauns, Dresden als Antrieb der Pumpen für die örtliche Trinkwasserversorgung. Das Windrad wurde zu Beginn der 1940er Jahre auf Elektromotorenantrieb umgestellt und 1948 stillgelegt. Seit 1993 ist es ein Kulturdenkmal. Ende der 1990er Jahre erfolgte seine Sanierung.[5]
- Stará hora, die früher als Weinberg genutzte unbewaldete Kuppe nördlich des Städtchens bietet eine weite Aussicht über die Thaya-Schwarza-Talsenke bis zu den Pollauer Bergen und nach Österreich
- Frühzeitliche Burgstätte Křepice, südwestlich des Städtchens auf einem Sporn über dem Zusammenfluss der Bäche Křepička und Stupešický potok
- Archäologische Fundstätte Pustý zámek, im Wald nördlich von Višňové